# Garani
Garani (maced. Гарани, alb. Garani) – wieś w Macedonii Północnej, administracyjnie należy do Gminy Osłomej.
Skład etniczny (2002):
- Albańczycy – 541,
- Macedończycy – 1.